# Gaspé (ville)
Pour les articles homonymes, voir Gaspé.
Gaspé est une ville canadienne du Québec, chef-lieu de la MRC de La Côte-de-Gaspé, dans la région de la Gaspésie–Îles-de-la-Madeleine. Il s'agit de la plus grande ville de la Gaspésie. Le recensement de 2021 y dénombre 15 063 habitants.
Le territoire de Gaspé prend sa forme actuelle le 1er janvier 1971 lorsque les municipalités de Baie-de-Gaspé-Nord, Baie-de-Gaspé-Sud, de Douglas, de Grande-Grève, de Haldimand, de L'Anse-au-Griffon, de Rivière-au-Renard, de Saint-Alban-du-Cap-des-Rosiers, de Saint-Majorique et de Saint-Maurice-de-l'Échouerie sont annexées à la ville de Gaspé.

## Toponymie

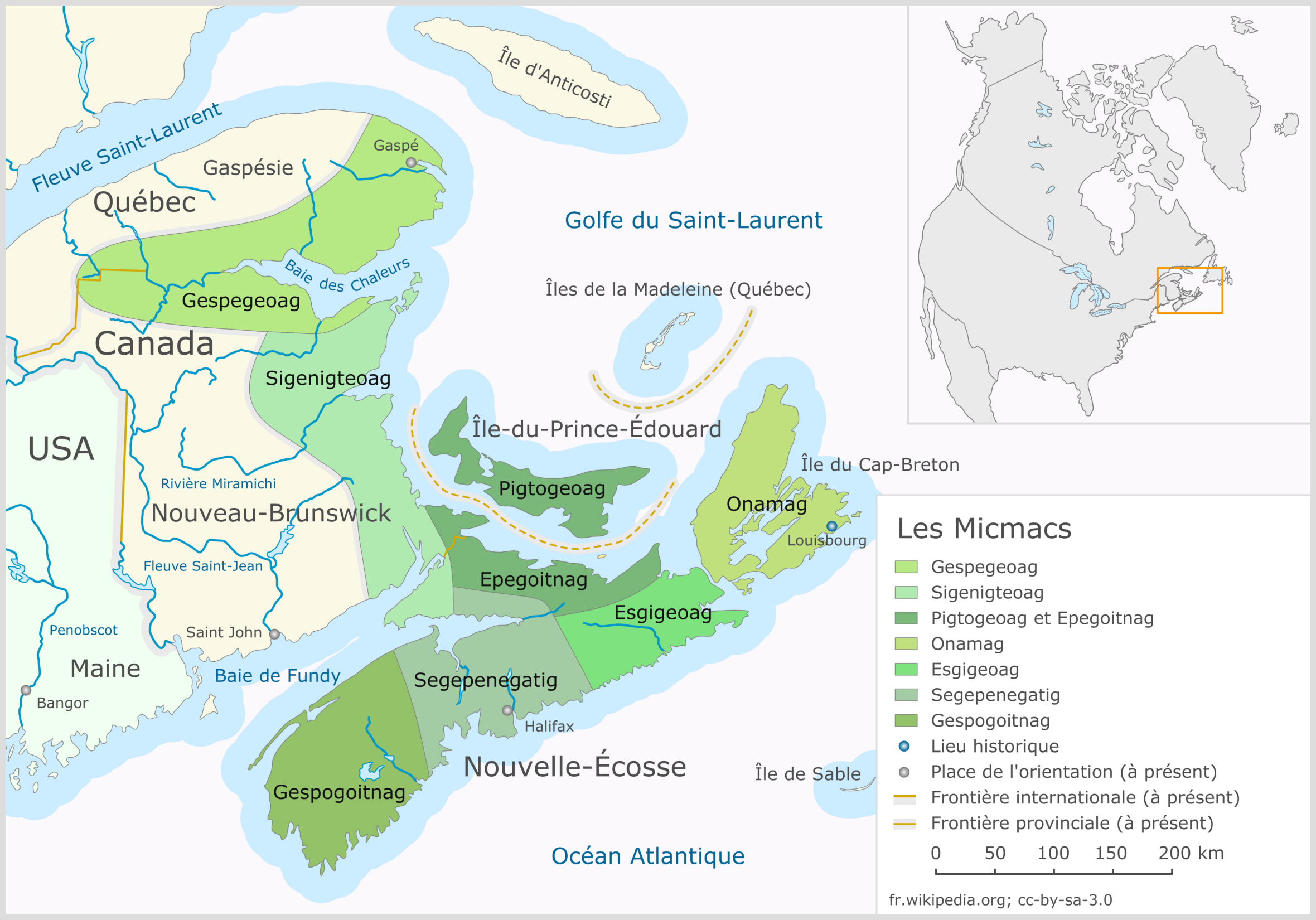
Toponymies des territoires micmacs.

Selon la Commission de toponymie du Québec, il existe plusieurs hypothèses sur l'origine du mot « Gaspé ». À sa découverte par Jacques Cartier, ce dernier entend parler d'un territoire situé au sud de l'île d'Anticosti et se dénommant Honguedo signifiant « lieu de rassemblement », toponyme que des études récentes relient à un mot micmac et qui a donné son nom au détroit d'Honguedo. Quant à « Gaspé », plusieurs interprétations sont avancées.
- La première y voit une origine locale amérindienne. Gaspé viendrait du mot d'origine micmaque « Gespeg », signifiant « bout de la terre ». Cette origine micmaque se retrouve dans le terme Gespegeoag qui a été francisé en Gaspésie.
- Une autre interprétation serait une déformation du mot basque geizpe, kerizpe qui signifie « ombre » ou « lieu de refuge »[4]. Cette hypothèse est avancée pour la raison selon laquelle Jacques Cartier, lors de son escale dans la baie de Gaspé durant l'été 1534, après avoir perdu une ancre en remontant la péninsule gaspésienne, était accompagné de plusieurs marins basques qui fréquentaient déjà le golfe du Saint-Laurent à la recherche de baleines.

Mais la version la plus répandue sans être confirmée, demeure celle du Père Pacifique de Valigny avec la transposition française du micmac Gespeg, qui se traduit par « bout », « fin » ou « extrémité », une allusion à la fin des terres.

## Géographie
La ville de Gaspé est située à l'extrémité de la péninsule gaspésienne à 691 km au nord-est de Québec. Elle fait partie de la municipalité régionale de comté de La Côte-de-Gaspé dans la région administrative de la Gaspésie–Îles-de-la-Madeleine.
C'est la principale ville de la région et le port d'attache de la troisième communauté micmaque.
Le parc national Forillon est entièrement compris dans les limites de la ville. Ce parc, créé en 1970, est situé sur la pointe de la Gaspésie. Sur 244 km2, on peut y admirer la mer, les falaises, les montagnes, la flore et la faune de la péninsule. Situé à l'intérieur de ce parc, le site de Grande-Grave nous donne une ébauche sur le mode de vie des familles de pêcheurs d'antan.
Trois rivières à saumon arrosent la ville de Gaspé et sont un attrait particulièrement prisé des pêcheurs sportifs durant l'été.

### Secteurs, villages et hameaux

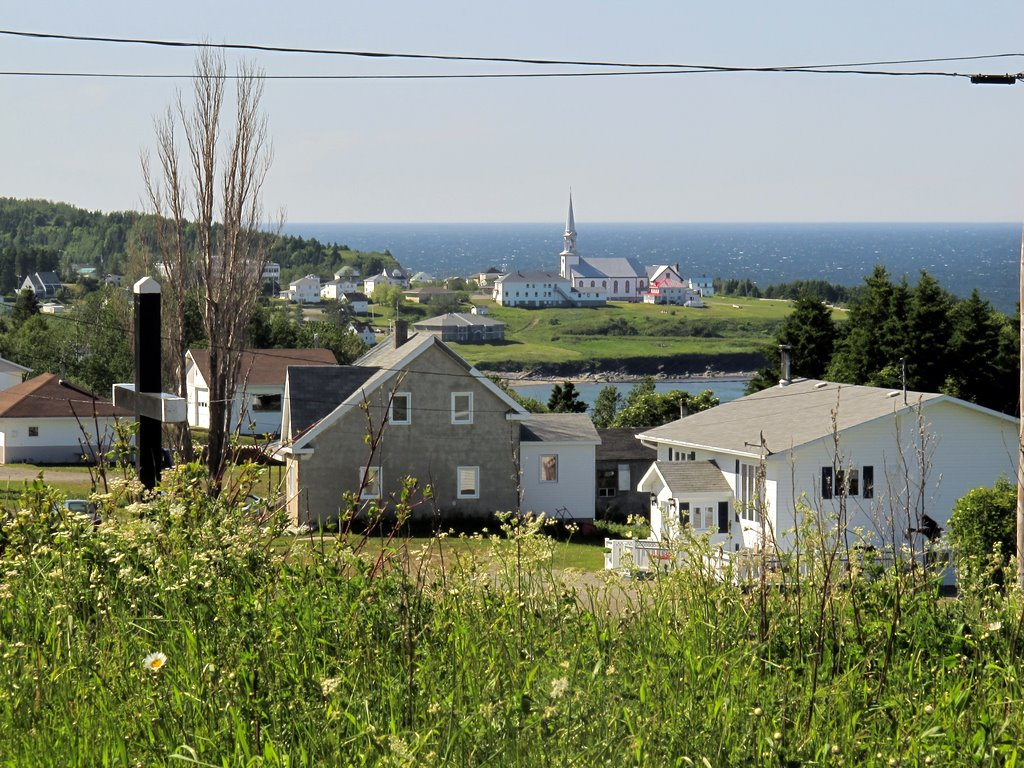
Saint-Maurice-de-l'Échouerie.

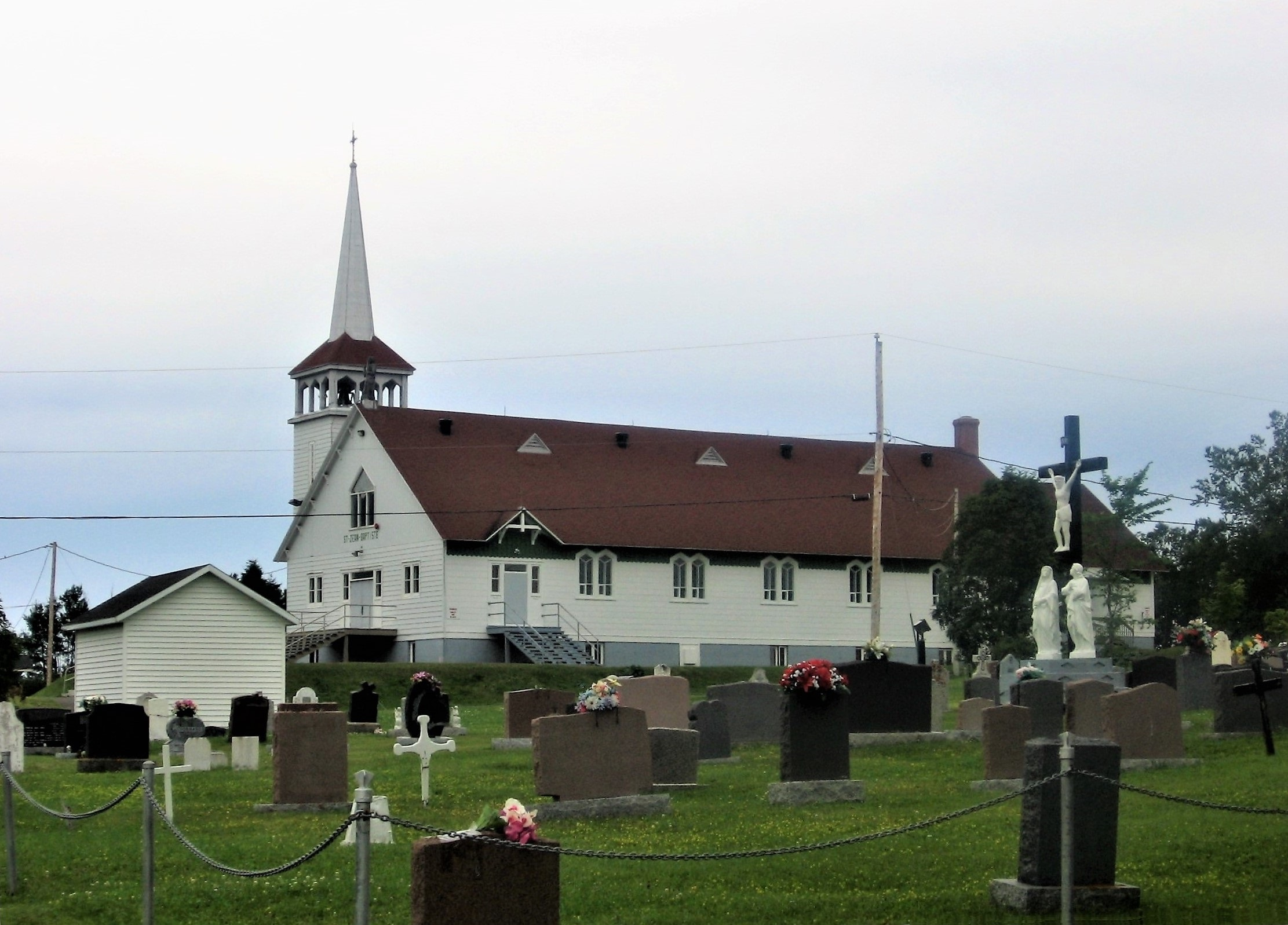
Église Saint-Jean-Baptiste de Cap-aux-Os.

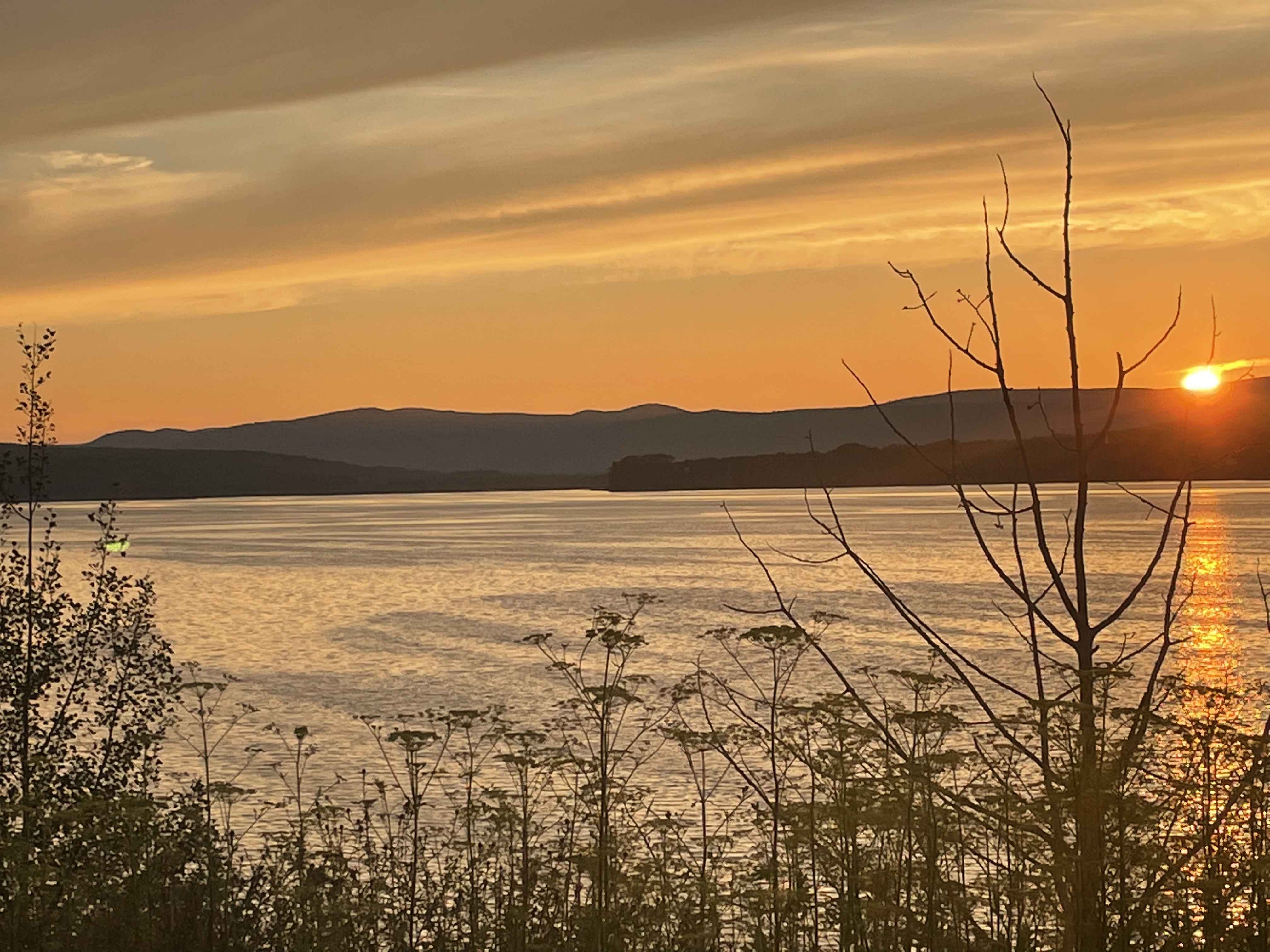
Soleil couchant de Gaspé.

En plus des villages fusionnés en 1971, le territoire de Gaspé comprend les secteurs, villages et hameaux suivants :
- Grand-Étang,
- Pointe-à-la-Renommée,
- Jersey Cove,
- Rosebridge,
- L'Anse-à-Valleau,
- Pointe-Jaune,
- Cap-Gaspé,
- Pointe-Navarre,
- Corté-Réal,
- L'Anse-Saint-Georges,
- L'Anse-aux-Cousins,
- Petit-Cap,
- Wakeham,
- Petit-Gaspé,
- L'Anse-à-Fugère,
- Cap-aux-Os,
- Sandy Beach,
- Farrewell Cove,
- Penouille.
- Rivière-au-Renard[8]

### Hydrographie
Les rivières Saint-Jean, York, Dartmouth (bassin versant du golfe du Saint-Laurent), de la Petite Fourche, Petite rivière au Renard, au Renard, Morris et de l'Anse au Griffon (bassin versant de l'estuaire maritime du Saint-Laurent)) coulent sur le territoire de la municipalité.

### Climat
| Mois                                  | jan.       | fév.       | mars       | avril      | mai        | juin      | jui.      | août      | sep.      | oct.       | nov.       | déc.       | année           |
| ------------------------------------- | ---------- | ---------- | ---------- | ---------- | ---------- | --------- | --------- | --------- | --------- | ---------- | ---------- | ---------- | --------------- |
| Température minimale moyenne (°C)     | −17,3      | −16,5      | −10,8      | −3,3       | 1,3        | 6,3       | 10,4      | 9,5       | 5,2       | 0,3        | −4,4       | −11,4      | −2,6            |
| Température moyenne (°C)              | −11,6      | −10,6      | −5,3       | 1,5        | 7,7        | 13,1      | 16,8      | 16,1      | 11,6      | 5,6        | −0,2       | −6,9       | 3,1             |
| Température maximale moyenne (°C)     | −5,9       | −4,6       | 0,4        | 6,4        | 14         | 19,8      | 23,2      | 22,6      | 17,9      | 10,8       | 4          | −2,3       | 8,9             |
| Record de froid (°C) date du record   | −41,7 1897 | −38,9 1923 | −32,8 1926 | −20,6 1923 | −11,7 2002 | −3,9 1991 | −1,1 1926 | −1,9 1999 | −7,2 1931 | −12,2 1925 | −23,3 1951 | −32,2 1993 | −41,7 26/1/1897 |
| Record de chaleur (°C) date du record | 14,4 1951  | 13,7 2000  | 21,1 2012  | 27,5 1987  | 31,8 2010  | 36 2003   | 34,8 1983 | 35 1935   | 33,2 2001 | 29,4 1930  | 22,2 1977  | 15,6 1950  | 36 27/6/2003    |
| Ensoleillement (h)                    | 106,4      | 128,6      | 154        | 162,5      | 211,7      | 236,7     | 251,3     | 231,8     | 176,8     | 131,5      | 90,1       | 88,5       | 1 970,1         |
| Précipitations (mm)                   | 87,5       | 65,1       | 98,4       | 90         | 89,2       | 79,6      | 100,3     | 93,7      | 81,6      | 121,3      | 111,4      | 116,9      | 1 135,1         |
| dont neige (cm)                       | 80,2       | 63,2       | 71,8       | 36,8       | 4,6        | 0         | 0         | 0         | 0         | 4          | 36,2       | 75         | 371,8           |
| Nombre de jours avec précipitations   | 14,8       | 12,1       | 13,9       | 13         | 13,9       | 13        | 15,4      | 12,9      | 11,9      | 14,6       | 14,6       | 16,2       | 166,3           |
| Humidité relative (%)                 | 65,3       | 62,6       | 62,1       | 61         | 58         | 59,3      | 63,4      | 62        | 62,7      | 64,9       | 70         | 71,5       | 63,6            |
| Nombre de jours avec neige            | 13,7       | 11,4       | 11,7       | 6,7        | 1,3        | 0         | 0         | 0         | 0         | 1,5        | 8          | 14,3       | 68,5            |

| Diagramme climatique                                  |               |              |           |           |             |               |             |             |              |            |                |
| J                                                     | F             | M            | A         | M         | J           | J             | A           | S           | O            | N          | D              |
| −5,9−17,387,5                                         | −4,6−16,565,1 | 0,4−10,898,4 | 6,4−3,390 | 141,389,2 | 19,86,379,6 | 23,210,4100,3 | 22,69,593,7 | 17,95,281,6 | 10,80,3121,3 | 4−4,4111,4 | −2,3−11,4116,9 |
| Moyennes : • Temp. maxi et mini °C • Précipitation mm |               |              |           |           |             |               |             |             |              |            |                |

## Histoire

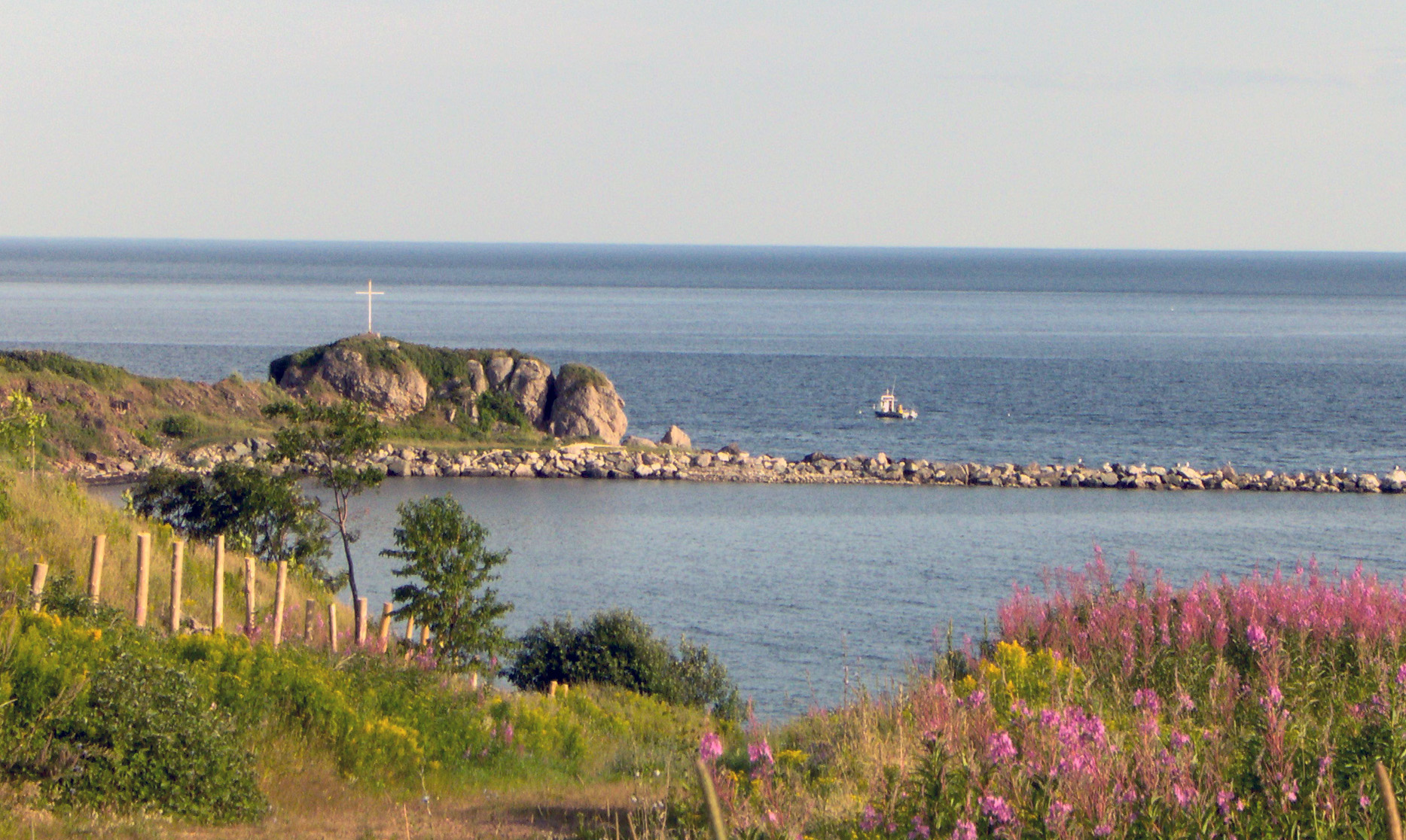
Lieu du débarquement de Jacques Cartier en 1534.

Le 24 juillet 1534, lors de son premier voyage en Amérique, le navigateur Jacques Cartier se réfugie dans la baie de Gaspé et y érige une croix pour indiquer la prise de possession du territoire au nom du roi de France, François Ier. C'est pour cette raison qu'on attribue à Gaspé le titre de « Berceau de l'Amérique française ». C'est à cet endroit que Cartier rencontra Donnacona, avec entre 150 et 200 Iroquoiens, en voyage de pêche, comme à chaque été. Ceux-ci se trouvent loin de chez eux, un pays nommé Canada, en amont du fleuve.
Gaspé a accueilli les Jeux du Québec durant l'été 1993.
En date du 24 avril 2021, la ville de Gaspé a été déclarée comme la seconde ville la plus heureuse du Québec.

### Chronologie
- 9 décembre 1873 : Érection du village de Gaspé de la scission de la municipalité de Baie de Gaspé Sud.
- 11 février 1959 : Le village de Gaspé change son statut et devient la ville de Gaspé.
- 1er janvier 1971 : Les municipalités de canton de Baie-de-Gaspé-Nord et de Douglas ainsi que les municipalités de Baie-de-Gaspé-Sud, de Grande-Grève, de Haldimand, de L'Anse-aux-Griffons, de Rivière-au-Renard, de Saint-Alban-du-Cap-des-Rosiers, de Saint-Majorique, de Saint-Maurice et de York ainsi que la ville de Gaspé fusionnent pour former l'actuelle ville de Gaspé.

## Croix de Gaspé

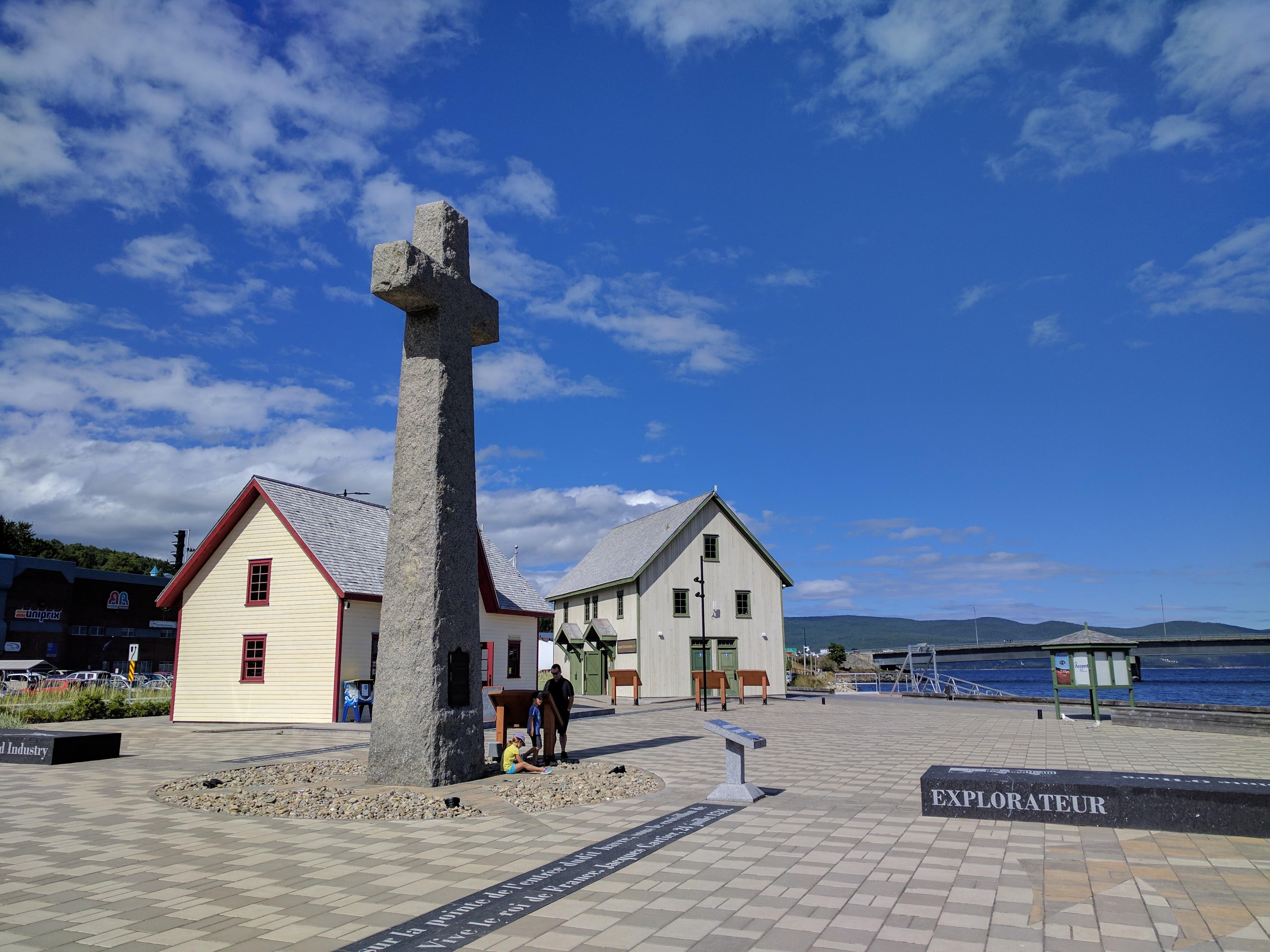
La Croix de Gaspé.

En 1934, le gouvernement fédéral du Canada a commandité l'installation d'une croix de granite monolithique à Gaspé, dans le cadre du 400e anniversaire de l'arrivée de Jacques Cartier à Gaspé le 24 juillet 1534. La croix monolithique de 9 mètres et trois quarts de hauteur, installée à Gaspé avait été taillée en 1934, à partir d'un bloc de granite gris, extrait de la carrière d’Auguste Dumas de Rivière-à-Pierre, dans le comté de Portneuf. Cette croix de Gaspé qui pèse plus de 42 tonnes, a été transportée par deux wagons par la voie ferrée du Canadien National à partir de Rivière-à-Pierre. Puis la croix a été transportée sur un caboteur jusqu'au quai de Gaspé. Cette croix fut dressée sur son socle en utilisant un système de rails, de poulies et de câbles, tirée par la force de nombreux chevaux. Les initiales des artisans seraient inscrites au sommet de la croix. Ce monument constitue la plus importante croix monolithique en granite au Canada.
Une stèle installée au pied de la croix de Gaspé a été inaugurée le 23 août 2009, à la mémoire des artisans de Rivière-à-Pierre qui ont extrait et taillé ce bloc de granite, devenue une croix monolithique.
Une réplique de la croix de Gaspé a été taillée par des artisans de Rivière-à-Pierre et érigée au cœur du même village. Cette réplique taillée dans le granite fait la moitié de la hauteur de la croix de Gaspé originale.

## Démographie

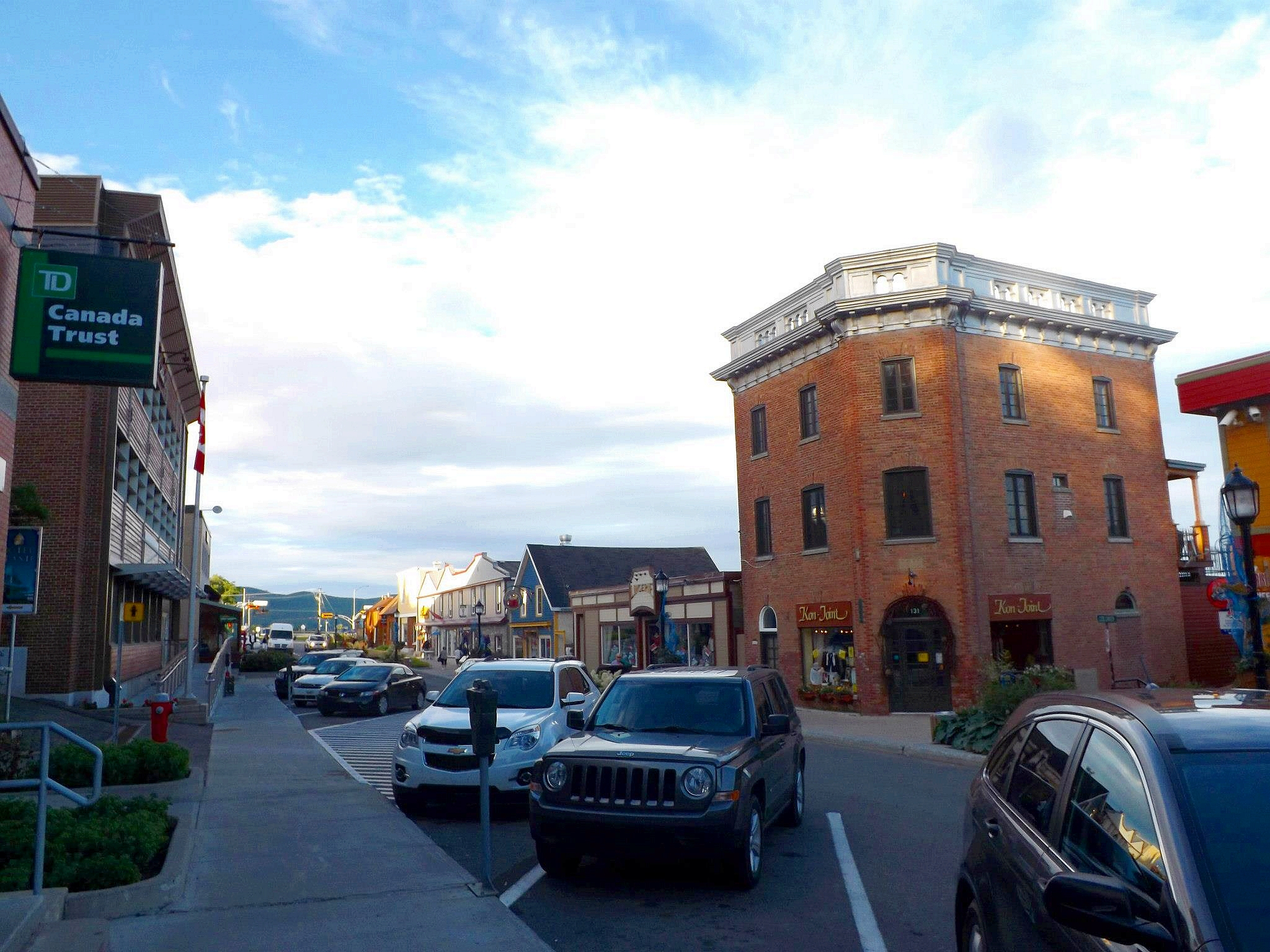
Centre-ville de Gaspé (rue de la Reine).

### Population
| 1996   | 2001   | 2006   | 2011   | 2016   | 2021   |
| ------ | ------ | ------ | ------ | ------ | ------ |
| 16 517 | 14 932 | 14 819 | 15 163 | 14 568 | 15 063 |

### Langues
La langue parlée dans la ville de Gaspé est majoritairement le français. Selon Statistique Canada, sur les quelque 14 800 personnes résidentes à Gaspé, c'est un peu plus de 9 000 personnes qui sont recensées comme unilingues francophones. En revanche, la communauté bénéficie d'un taux de personnes bilingues significatif d'environ 31 %. L'arrivée d'immigrants de culture anglophone, notamment irlandais, a su donner un certain caractère cosmopolite à la ville et a fait en sorte que des noms comme « Douglastown », « Wakeham », « Sandy Beach » ou autres sont présents sur la carte. Le patrimoine amérindien n'est pas sans reste, des noms comme « Domagaya », « Gespeg » et même celui de la ville ont une consonance propre aux Premières nations.

## Transport
L'aéroport Michel-Pouliot de Gaspé relie la municipalité avec Les Îles-de-la-Madeleine, Montréal (P.-E.-Trudeau), Québec (Jean-Lesage).

## Industrie

### Usine de pales d’éoliennes
Dans le secteur York, une usine de pales d’éoliennes est construite au courant des années 2000 ― la seule usine de ce genre au Québec. La compagnie LM Wind Power (en) y emploie 475 travailleurs.
Il est le principal employeur de la ville.

### Usines de transformation de produits marins
Gaspé accueille également sur son littoral nord plusieurs usines de transformation de produits marins. À Rivière-au-Renard, les installations de transformation de la crevette nordique de Marinard emploient 250 travailleurs. D'autres usines sont également implantées dans la « capitale québécoise des pêches » :  Menu-Mer et Les Pêcheries Gaspésiennes. Le village voisin de L'Anse-au-Griffon accueille l'entreprise Les Crevettes du Nord Atlantique.

## Administration
Les élections municipales se font en bloc pour le maire et les six conseillers.
| Gaspé Maires depuis 2003                                                                                             |                 |                                        |         |          |
| Élection | Maire           | Conseillers                            | Qualité | Résultat |
| 2003 | Arthur Drolet   |                                        |         | Voir     |
| 2005 | François Roussy |                                        |         | Voir     |
| 2009 | François Roussy |                                        | Voir    |          |
| 2013 | Daniel Côté     |                                        |         | Voir     |
| 2017 | Daniel Côté     |                                        | Voir    |          |
| 2021 | Daniel Côté     | Quartier 1: Mathieu Denis              |         | Voir     |
| 2021 | Daniel Côté     | Quartier 2: Jean-Michel Noël           |         | Voir     |
| 2021 | Daniel Côté     | Quartier 3: Charlie-Maude Giroux-Bossé |         | Voir     |
| 2021 | Daniel Côté     | Quartier 4: Réal Côté                  |         | Voir     |
| 2021 | Daniel Côté     | Quartier 5: James Keays                |         | Voir     |
| 2021 | Daniel Côté     | Quartier 6: Ghislain Smith             |         | Voir     |
| Élection partielle en italique Depuis 2005, les élections sont simultanées dans toutes les municipalités québécoises |                 |                                        |         |          |

## Sports
Le pavillon des sports Marcel-Bujold, sur le campus du cégep de la Gaspésie et des Îles, comporte une piscine et un gymnase accessibles au public. On trouve aussi sur le campus du cégep, mais opéré par la ville, le centre récréatif Luc-Germain.
Un centre athlétique et un terrain de balle-molle se trouvent aux abords de l'école secondaire C.-E.-Pouliot.
À Rivière-au-Renard, l'aréna Rosaire-Tremblay est le domicile des Corsaires de Forillon dans la ligue de hockey senior Desjardins de la Gaspésie.

## Centres d'achats
La ville possède deux centres commerciaux dans le centre-ville :
- Carrefour Gaspé
- Place Jacques Cartier

## Pôles commerciaux

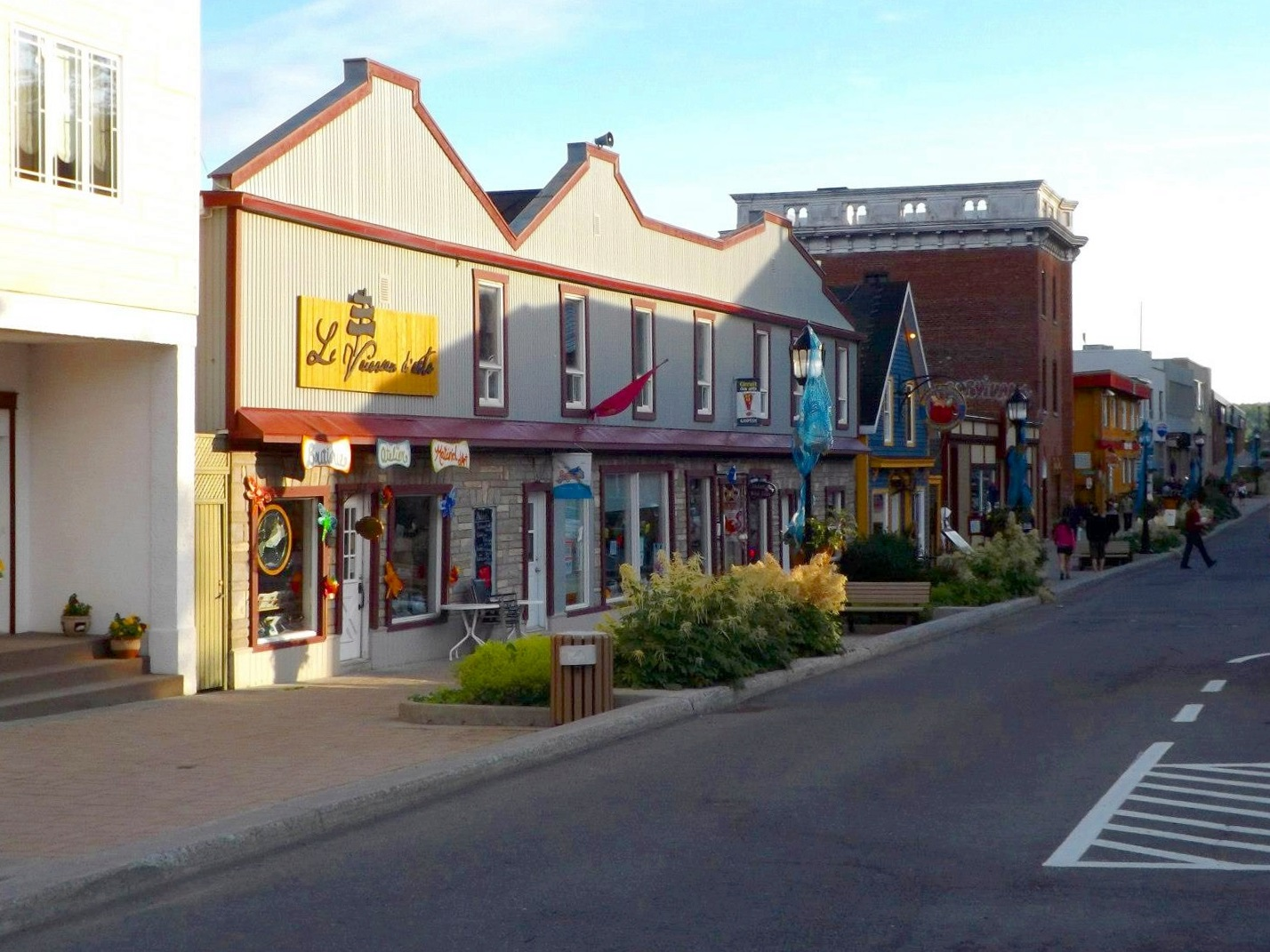
Rue de la Reine à Gaspé.

- Rue de la Reine, Gaspé centre-ville
- Rue du Banc, Rivière-au-Renard

## Musées
- Musée de la Gaspésie

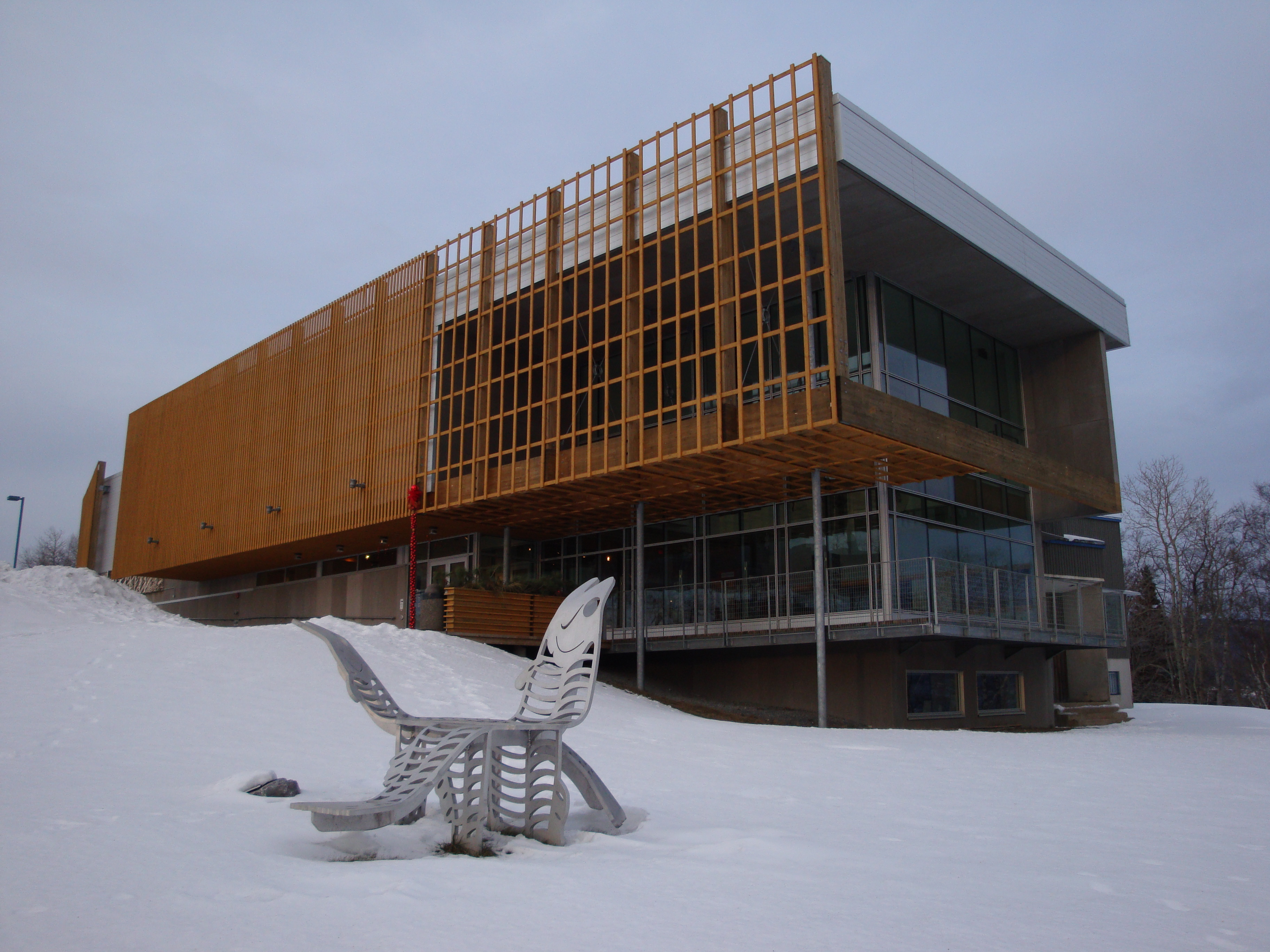
Le musée de la Gaspésie.

- Centre d'interprétation sur la vie des MicMacs en 1675 (Gespeg)
- Site historique Gaspé, Berceau du Canada

## Évêché
- Diocèse de Gaspé
- Cathédrale du Christ-Roi de Gaspé
- Église anglicane du Mont-Alexandre

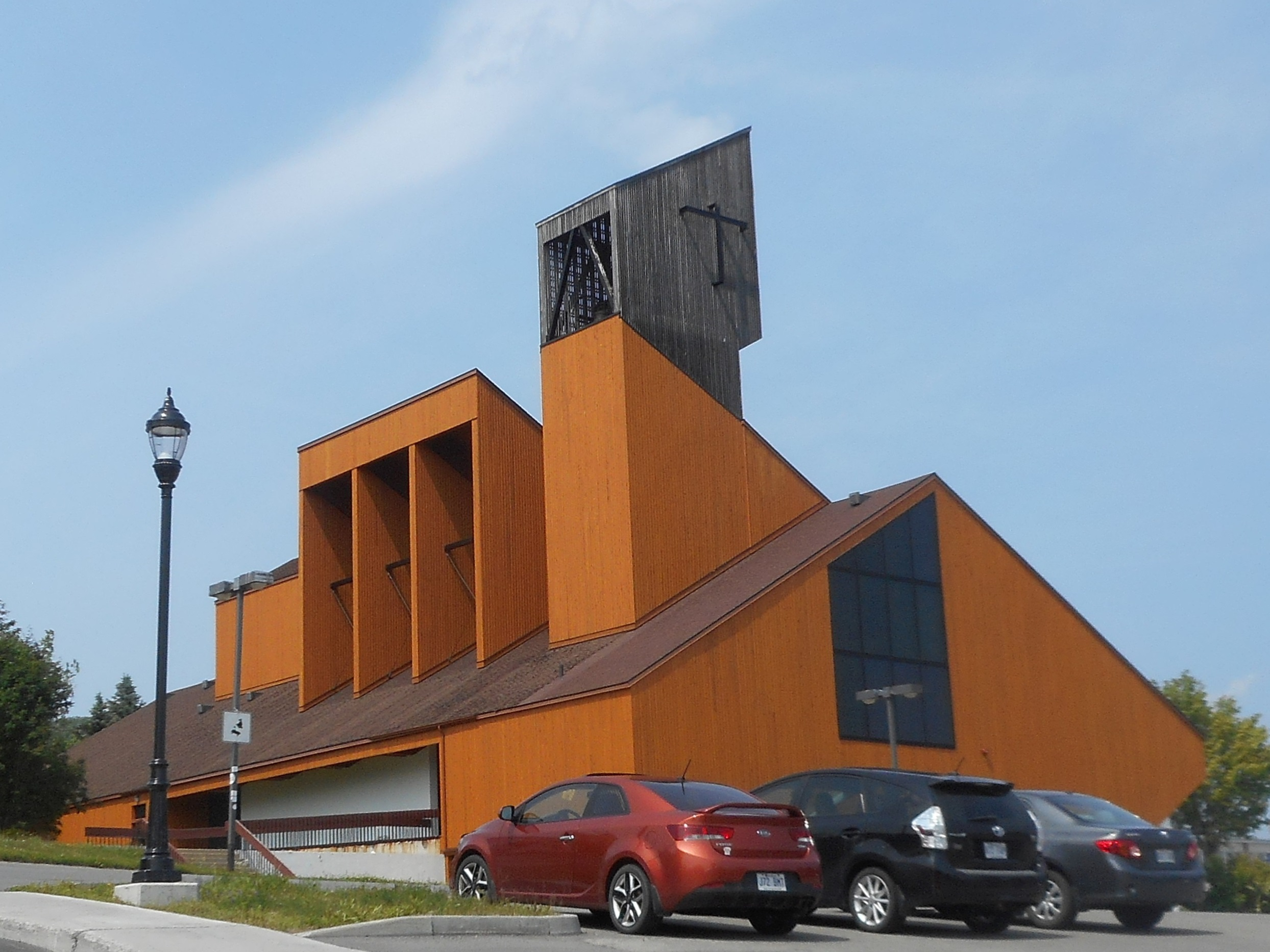
La cathédrale du Christ-Roi de Gaspé.

- Assemblée Chrétienne De Gaspé (Pentecotiste)
- Église du Havre (Baptiste)

## Personnalités
- Grattan O'Leary, homme politique

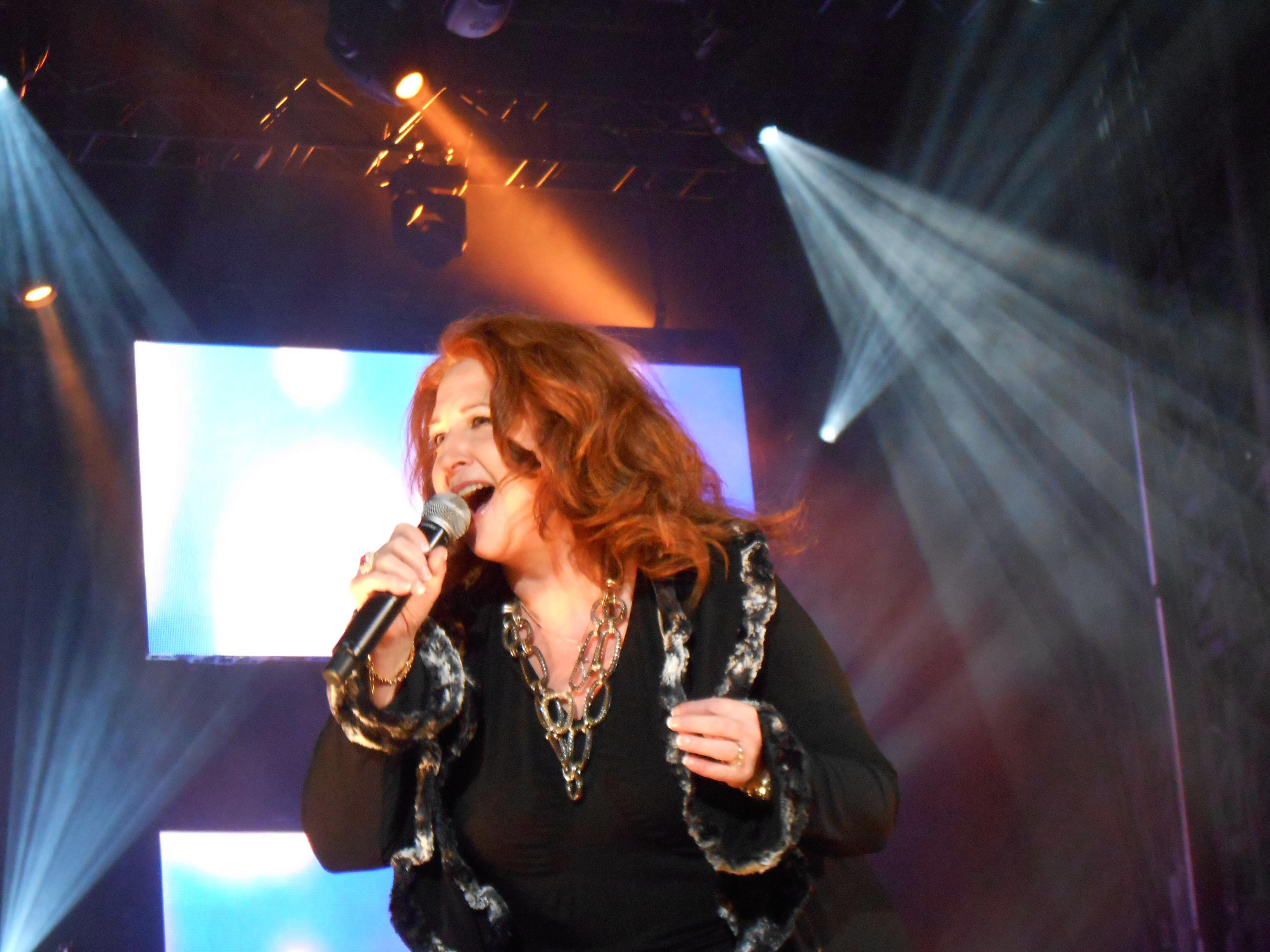
Laurence Jalbert.

- Laurence Jalbert, chanteuse populaire
- Camille Pouliot, homme politique et médecin
- Jean-Raymond Châles, comédien
- Sandra Dumaresq, comédienne
- Claudine Roy, femme d'affaires
- Cédric Paquette, joueur professionnel de hockey
- Me Guy Lelièvre, avocat et ancien député péquiste
- Ève Côté, humoriste

## Jumelages
- Puerto Montt, (Chili) depuis un programme d'échange Canado-Chiliens en 2005
- Saint-Malo, (France). depuis les francovilles en 2009 et officialisé le 22.08.2017